# ولایت اوشیما

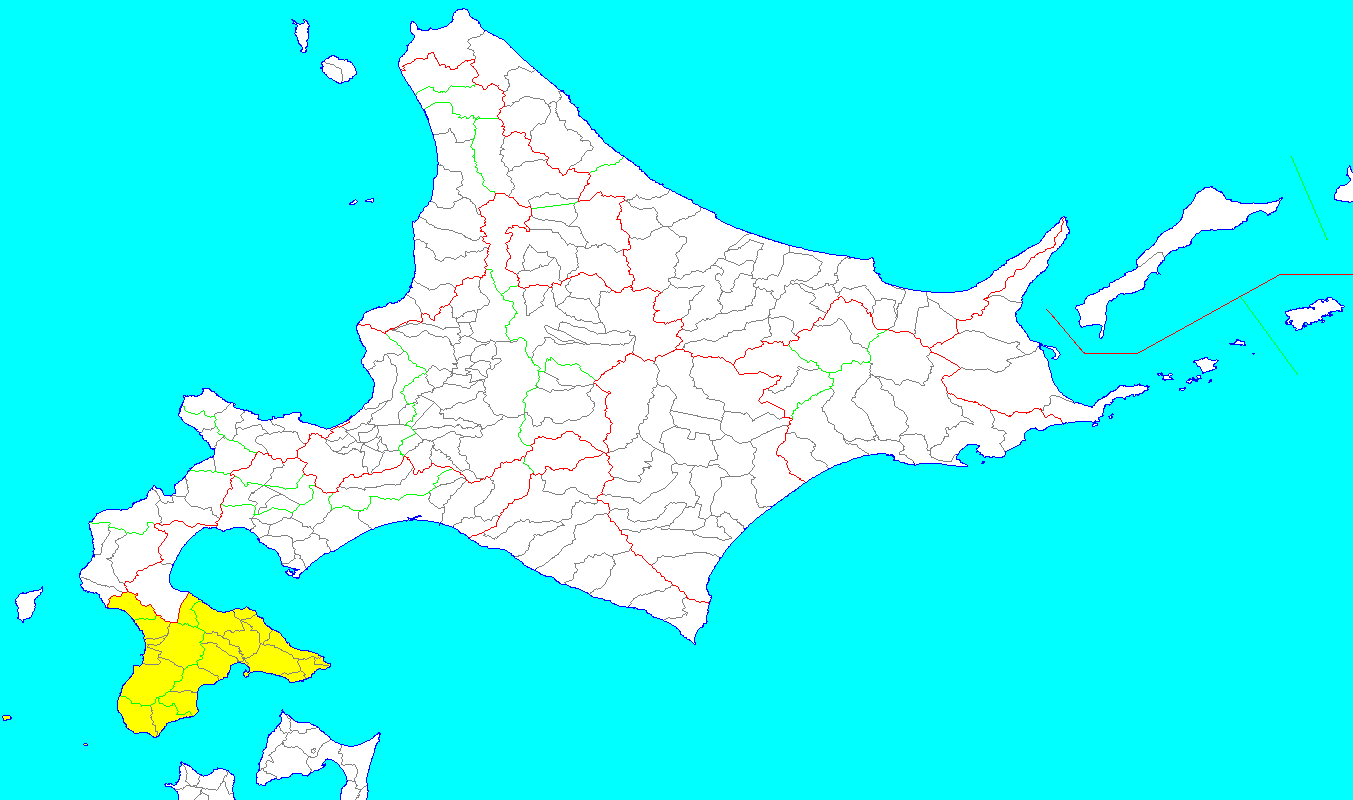
نقشه ژاپن در سال ۱۸۶۹ میلادی. این ولایت با رنگ تیره مشخص شده است.

ولایت اوشیما (به ژاپنی: 渡島国 Oshima-no kunii) یکی از ولایت‌ها در تقسیم‌بندی کشوری قدیم ژاپن بود.